# Guo Hanyu
Guo Hanyu (chinesisch 郭涵煜, Pinyin Guō Hányù, Aussprache: [kwó xǎn ŷ]; * 18. Mai 1998 in Zhengzhou) ist eine chinesische Tennisspielerin.

## Karriere
Guo begann mit acht Jahren das Tennisspielen und bevorzugt Hartplätze. Sie spielt hauptsächlich Turniere auf der ITF Women’s World Tennis Tour, auf der sie sechs Titel im Einzel und zwölf Doppeltitel gewinnen konnte. Weiters gewann Guo 4 WTA-Titel im Doppel.
Bei den Australian Open 2016 trat sie mit ihrer Partnerin Nina Kruijer beim Juniorinnendoppel an, das Duo verlor aber bereits in der ersten Runde. Das gleiche Schicksal ereilte sie auch im Juniorinneneinzel.
Das erste Hauptfeld eines WTA-Turniers im Einzel erreichte Guo 2017 bei den Tianjin Open 2017, das sie mit zwei Siegen über Dalila Jakupović und Nina Stojanović in der Qualifikation erreichte.
Bei der Sommer-Universiade 2019 gewann sie mit ihrer Partnerin Ye Qiuyu den Titel im Damendoppel und war Mitglied der siegreichen Mannschaft im Mannschaftswettbewerb.

## Turniersiege

### Einzel
| Nr. | Datum              | Turnier      | Kategorie   | Belag     | Finalgegnerin      | Ergebnis      |
| --- | ------------------ | ------------ | ----------- | --------- | ------------------ | ------------- |
| 1.  | 9. Oktober 2016    | Hua Hin      | ITF $10.000 | Hartplatz | Karman Kaur Thandi | 6:3, 6:3      |
| 2.  | 2. Juni 2019       | Luzhou       | ITF W25     | Hartplatz | Xun Fangying       | 6:2, 6:1      |
| 3.  | 26. Februar 2023   | Kuala Lumpur | ITF W15     | Hartplatz | Ayumi Koshiishi    | 6:4, 6:3      |
| 4.  | 17. September 2023 | Guiyang      | ITF W25     | Hartplatz | Liu Fangzhou       | 7:5, 2:6, 6:4 |
| 5.  | 27. Oktober 2024   | Qian Daohu   | ITF W35     | Hartplatz | Wang Meiling       | 6:2, 6:2      |
| 6.  | 16. März 2025      | Shenzhen     | ITF W50     | Hartplatz | You Xiaodi         | 6:4, 7:5      |

### Doppel
| Nr. | Datum              | Turnier      | Kategorie   | Belag        | Partnerin        | Finalgegnerinnen                        | Ergebnis          |
| --- | ------------------ | ------------ | ----------- | ------------ | ---------------- | --------------------------------------- | ----------------- |
| 1.  | 25. Juni 2016      | Anning       | ITF $10.000 | Sand         | Lu Jiaxi         | Sheng Yuqi Xin Yuan                     | 6:3, 6:4          |
| 2.  | 20. Januar 2018    | Orlando      | ITF $25.000 | Sand         | Hsu Ching-wen    | Ulrikke Eikeri Ilona Kremen             | 6:3, 3:6, [12:10] |
| 3.  | 2. März 2019       | Nanchang     | ITF W15     | Sand (Halle) | Zheng Wushuang   | Ma Yexin Mei Yamaguchi                  | 6:0, 6:1          |
| 4.  | 8. Juni 2019       | Shenzhen     | ITF W25     | Hartplatz    | Ye Qiuyu         | Chen Jiahui Wu Meixu                    | 1:6, 7:64, [11:9] |
| 5.  | 25. Februar 2023   | Kuala Lumpur | ITF W15     | Hartplatz    | Li Yu-yun        | Anchisa Chanta Ayaka Okuno              | 6:0, 2:6, [10:2]  |
| 6.  | 4. März 2023       | Kuching      | ITF W15     | Hartplatz    | Li Yu-yun        | Feng Shuo Guo Meiqi                     | 6:2, 6:3          |
| 7.  | 1. April 2023      | Jakarta      | ITF W25     | Hartplatz    | Wong Hong-yi     | Choi Ji-hee Park So-hyun                | 6:2, 7:66         |
| 8.  | 3. Juni 2023       | Changwon     | ITF W25     | Hartplatz    | Jiang Xinyu      | Cho I-hsuan Cho Yi-tsen                 | 7:64, 7:61        |
| 9.  | 12. August 2023    | Anning       | ITF W40     | Sand         | Jiang Xinyu      | Schibek Qulambajewa Lanlana Tararudee   | 6:2, 6:0          |
| 10. | 16. September 2023 | Guiyang      | ITF W25     | Hartplatz    | Jiang Xinyu      | Cho I-hsuan Cho Yi-tsen                 | 7:5, 6:4          |
| 11. | 23. September 2023 | Guangzhou    | WTA 250     | Hartplatz    | Jiang Xinyu      | Eri Hozumi Makoto Ninomiya              | 6:3, 7:64         |
| 12. | 18. November 2023  | Takasaki     | ITF W100    | Hartplatz    | Jiang Xinyu      | Momoko Kobori Ayano Shimizu             | 7:65, 5:7, [10:5] |
| 13. | 24. August 2024    | Monterrey    | WTA 500     | Hartplatz    | Monica Niculescu | Giuliana Olmos Alexandra Panowa         | 3:6, 6:3, [10:4]  |
| 14. | 3. November 2024   | Jiujiang     | WTA 250     | Hartplatz    | Moyuka Uchijima  | Katarzyna Piter Fanny Stollár           | 7:63, 7:5         |
| 15. | 11. Januar 2025    | Adelaide     | WTA 500     | Hartplatz    | Alexandra Panowa | Beatriz Haddad Maia Laura Siegemund     | 7:5, 6:4          |
| 16. | 27. April 2025     | Tokio        | ITF W100    | Hartplatz    | Ena Shibahara    | Mananchaya Sawangkaew Lanlana Tararudee | 5:7, 7:61, [10:5] |
| 17. | 28. Juni 2025      | Bad Homburg  | WTA 500     | Rasen        | Alexandra Panowa | Ljudmyla Kitschenok Ellen Perez         | 4:6, 7:64, [10:5] |